# Apocalypse (schweizerische Band)
Apocalypse war eine schweizerische Thrash-Metal-Band aus Genf, die im Jahr 1984 gegründet wurde und sich nach 1992 wieder auflöste.

## Geschichte
Nachdem die Band im Jahr 1984 gegründet worden war, folgte im Jahr 1985 ein erstes Demo. Die Band bestand dabei aus Sänger Roberto Pierdona, den Gitarristen Julien Brocher und Pierre-Alain „Zurich“ Zurcher, Bassist Jean-Claude Schneider und Schlagzeuger Andre „Momos“ Domenjoz. Für das folgende selbstbetitelte Debütalbum wurde Roberto Pierdona durch Sänger Carlos Sprenger ersetzt. Das Album erschien im Jahr 1988 über Out of Tune Records, wobei Music for Nations auf das Album aufmerksam wurde und das Album über dessen Sub-Label Under One Flag wiederveröffentlichte. Anfang der 1990er Jahre folgten Touren durch die Schweiz zusammen mit Metallica. Bedingt durch die Touren verließ Bassist Jean Claude „Bourreau“ Schneider für einige Zeit die Band, da sich die Touren nicht mit seinem Familienleben vereinbaren ließen. Im Jahr 1993 folgte mit Faithless das zweite Album, auf dem mit Nick Raeboud ein neuer Sänger vertreten war. Danach löste sich die Band auf.

## Stil
Die Band spielte Thrash Metal, der „wie eine Art ‚Bay Area Light‘“ klang und als „[e]infacher, melodischer Speed Metal für Zwischendurch“ beschrieben wurde, an dem „Fans von z. B.  PARADOX […] ihre Freude […] haben“ dürften.

## Diskografie
- 1985: Demo (Demo, Eigenveröffentlichung)
- 1988: Apocalypse (Album, Out of Tune Records)
- 1993: Faithless (Album, MMP Records)